# Thomas Mark Németh
Thomas Mark Németh (* 1974 in Wien) ist ein österreichischer Priester und Theologe.

## Leben
Von 1992 bis 1999 studierte er katholische Theologie und Rechtswissenschaften an der Universität Wien. Von 2000 bis 2004 absolvierte er ein Doktoratsstudium an der Universität Wien, Dissertation: Die synodale Tätigkeit der Ukrainischen Griechisch-Katholischen Kirche seit der „Wende“ (1990–2002), Promotion zum Dr. iur. und Doctor theologiae. Von 2003 bis 2005 war er wissenschaftlicher Mitarbeiter im FWF-Projekt Orthodoxe Kanonisten und Politiker aus der Donaumonarchie. Von 2005 bis 2009 war er Advokat am bischöflichen Diözesangericht Eisenstadt. Von 2005 bis 2019 war er Fachvertreter für Ostkirchengeschichte und Ökumenische Theologie an der Katholisch-Theologischen Fakultät der Universität Würzburg. Von 2009 bis 2019 war er Direktor des Ostkirchlichen Instituts in Würzburg. Seit 2014 ist er Diakon der ukrainischen griechisch-katholischen Kirche und seit 2017 Priester. Nach der Habilitation 2013 an der Universität Wien für das Fach Theologie und Geschichte des Christlichen Ostens lehrt er seit Oktober 2019 als Professor für Theologie des christlichen Ostens am Institut für Historische Theologie der Universität Wien.
Seine Forschungsschwerpunkte sind Geschichte der Ostkirchen in Österreich und in Mittel-/Osteuropa, Traditionsbegriff und Rezeption in den Ostkirchen, Liturgie und Kunst byzantinischer Kirchen, Theologie und Recht der katholischen Ostkirchen und Kirchen und Religion in der Ukraine.

## Schriften (Auswahl)
- Eine Kirche nach der Wende. Die ukrainische griechisch-katholische Kirche im Spiegel ihrer synodalen Tätigkeit. Freistadt 2005, ISBN 3-901407-72-3.
- Josef von Zhishman (1820–1894) und die Orthodoxie in der Donaumonarchie. Freistadt 2012, ISBN 978-3-901479-78-6.